# Declan Hill
Declan Hill é um jornalista, académico e consultor. Ele é um dos maiores especialistas do mundo em viciação de resultados e corrupção no desporto internacional.
Bolsista do Programa Chevening em 2008, obteve o seu doutoramento em Sociologia na Universidade de Oxford. Publicou o livro ‘The Fix: Organized Crime and Soccer’, o qual se encontra traduzido em quinze idiomas. Ele descreve os novos perigos colocados pela globalização no desporto internacional, o mercado de apostas, incluindo a possibilidade de viciação de resultados ao mais alto nível do futebol profissional. Ele é crítico para a Global Integrity e sondou o impacto da máfia russa no hóquei no gelo profissional.

## Primeiros Anos
Formado na Escola de Teatro Nacional do Canadá, Trinity College (Toronto) e Universidade de Oxford. Hill representou papéis menores no Festival de Shaw e outros teatros canadenses, tendo participado na série de televisão Doordshan 'Bhaarat ek Khoj na India. Por causa de suas experiências numa clínica de rua de Calcutá ele gradualmente se afastou do teatro e do jornalismo. Hill trabalhou para a Canadian Broadcasting Corporation (CBC), primeiro como jornalista investigador na «herança da quinta" o programa ‘the fifth estate’, de seguida como repórter coordenador para a Newsworld Internacional. Os seus programas e artigos, também apareceram na BBC Radio World Service, BBC Radio 4, The Guardian e no jornal The Sunday Telegraph (Londres), assim como em várias novas media.

## Trabalho actual
Antes da publicação do "The Fix", Hill completou documentários sobre os assassinatos generalizados de jornalistas filipinos, o assassinato do chefe da máfia canadense, feudos de sangue no Kosovo, a limpeza étnica no Iraque, as religiões pagãs na Bolívia e os crimes de honra na Turquia.
Também deu palestras para várias organizações, incluindo o Comité Olímpico Internacional (COI), o Conselho da Europa, Associação Holandesa de Futebol (KNVB) e Sports Lawyers Association da Austrália e Nova Zelândia. Hill também é o vencedor do prémio da Associação Canadense de Jornalistas para melhor documentário de investigação de rádio em 2007 e vencedor do prémio dos Media da Amnistia Internacional Canadá em 2003. Em 2009 venceu o Prémio Play the Game, como “o indivíduo que o melhor reforçou os valores éticos básicos do desporto."
No seu tempo livre, Hill pratica boxe amador e organiza grupos recreativos e competitivos de lutadores para treinar em Havana, Cuba.